# Ryhiner (Familie)

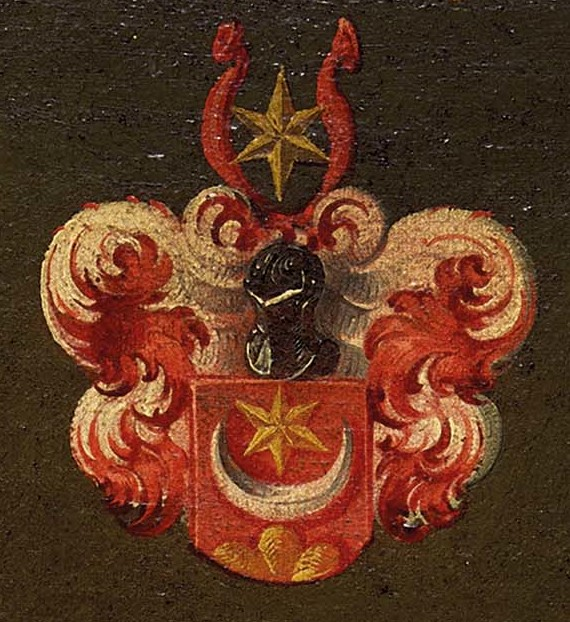
Wappen der Ryhiner

Ryhiner ist der Familienname eines weit verzweigten Schweizer Geschlechts (geadelt 1535 von  österreichischen Erzherzog Ferdinand I., zu dieser Zeit römisch deutscher König, mit einem Wappenbrief). Die Familie Ryhiner stellte Vögte, Ministerialen, Schreiber, Notare, Politiker, hohe Offiziere, Ärzte, Juristen, Kaufleute, Händler, Fabrikanten, Apotheker und Pfarrer.

## Namensträger
- Heinrich Ryhiner (1490–1553), Stammvater der Familie, Schweizer Rats- und Stadtschreiber in Basel
- Emanuel Ryhiner (1543–1582), Ratschreiber und Notar in Basel
- Friedrich Ryhiner (um 1549–1588), Arzt, Gesandter, Oberst eines Basler Kontingents auf der Seite  Heinrichs von Navarra
- Johann Friedrich Ryhiner (1574–1634), Bürgermeister der Stadt Basel
- Johannes Ryhiner (1728–1790), Schweizer Unternehmer und Bürgermeister der Stadt Basel
- Johann Friedrich von Ryhiner (1732–1803), Schweizer Staatsmann, Geograph, Kartenbibliograph, Verkehrspolitiker
- Die Chronik der Familie Ryhiner bietet eine Übersicht über 17 Generationen der Familie Ryhiner bis zu den heute lebenden Nachfahren[1].